# Armando Umberto Gianni
Armando Umberto Gianni OFMCap (* 23. September 1939 in Gragnola, Provinz Massa-Carrara, Italien) ist ein italienischer Ordensgeistlicher und emeritierter römisch-katholischer Bischof von Bouar.

## Leben
Armando Umberto Gianni trat in die Ordensgemeinschaft der Kapuziner ein und empfing am 21. September 1963 das Sakrament der Priesterweihe.
Am 27. Februar 1978 ernannte ihn Papst Paul VI. zum ersten Bischof des mit gleichem Datum errichteten Bistums Bouar. Der Erzbischof von Bangui, Joachim N’Dayen, spendete ihm am 19. November desselben Jahres die Bischofsweihe; Mitkonsekratoren waren der Bischof von Berbérati, Alphonse-Célestin-Basile Baud OFMCap, und der emeritierte Bischof von Moundou, Samuel Gaumain OFMCap.
Am 2. Dezember 2017 nahm Papst Franziskus seinen altersbedingten Rücktritt an.